# Zdravko
Zdravko (in alfabeto cirillico: Здравко) è un nome proprio di persona sloveno, croato, serbo, macedone e bulgaro maschile.

## Varianti
- Femminili: Здравка (Zdravka)[1]

## Origine e diffusione
Riprende il termine slavo meridionale zdrav, che vuol dire "sano", "in salute"; è quindi analogo per significato ai nomi Ken, Takeshi e Igino.
Dal nome deriva il cognome bulgaro Zdravkov.

## Onomastico
Il nome è adespota, non essendo portato da alcun santo; l'onomastico si può eventualmente festeggiare il 1º novembre, giorno di Ognissanti.

## Persone
- Zdravko Čolić, cantante bosniaco

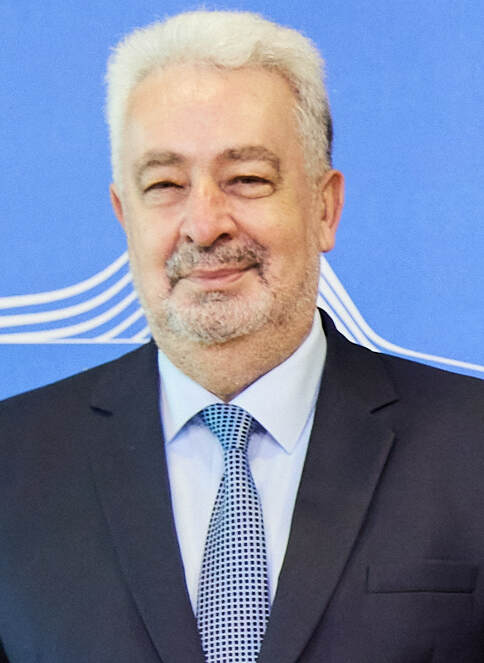
Zdravko Krivokapić

- Zdravko Ježić, pallanuotista e chimico croato
- Zdravko Krivokapić, politico, ingegnere e scrittore montenegrino
- Zdravko Kuzmanović, calciatore serbo
- Zdravko Hebel, pallanuotista croato
- Zdravko Radić, pallanuotista montenegrino
- Zdravko Rajkov, calciatore e allenatore di calcio serbo
- Zdravko Zupan, fumettista, illustratore e storico dell'arte serbo

### Variante femminile Zdravka
- Zdravka Jordanova, canottiera bulgara